# Seicercus
Seicercus es un género de aves paseriformes perteneciente a la familia Phylloscopidae. Anteriormente se ubicaba en la familia Sylviidae, que fue dividida por considerarse un taxón cajón de sastre (Alström et al. 2006). 

## Especies
Contiene las siguientes especies:
- Seicercus affinis - mosquitero de anteojos;
- Seicercus burkii - mosquitero de Burke;
- Seicercus castaniceps - mosquitero coronicastaño;
- Seicercus grammiceps - mosquitero de la Sonda;
- Seicercus montis - mosquitero pechiamarillo;
- Seicercus omeiensis - mosquitero de Martens;
- Seicercus poliogenys - mosquitero carigrís;
- Seicercus soror - mosquitero soror;
- Seicercus tephrocephalus - mosquitero coronigrís;
- Seicercus valentini - mosquitero de Bianchi;
- Seicercus whistleri - mosquitero de Whistler.

Anteriormente se consideraba en el género al mosquitero carigrís (Phylloscopus xanthoschistos).